# 제헌절 (대한민국)
제헌절(制憲節)은 1948년 7월 17일에 대한민국 헌법을 공포한 날을 기념하는 대한민국의 국경일로 7월 17일이다. 원래는 대한민국 정부의 공휴일이었으나 2008년부터 공휴일에서 제외되어 현재는 국경일에 속한다.

## 의의
제헌절은 대한민국의 헌법을 공포한 날로, 국가의 기본법(헌법)을 세운 날을 국경일로 경축한다. 이 날에 외세의 지배와 독재체제를 배제하고 자유민주주의를 바탕으로 한 헌법체제를 수호하는 의지를 다지는 각종 기념행사를 거행하며, 3부 요인을 비롯한 각계 대표들과 생존 중인 제헌국회의원들이 모여 의식을 열며, 공공기관과 각 가정마다 태극기를 게양한다.

## 공휴일이 아닌 국경일

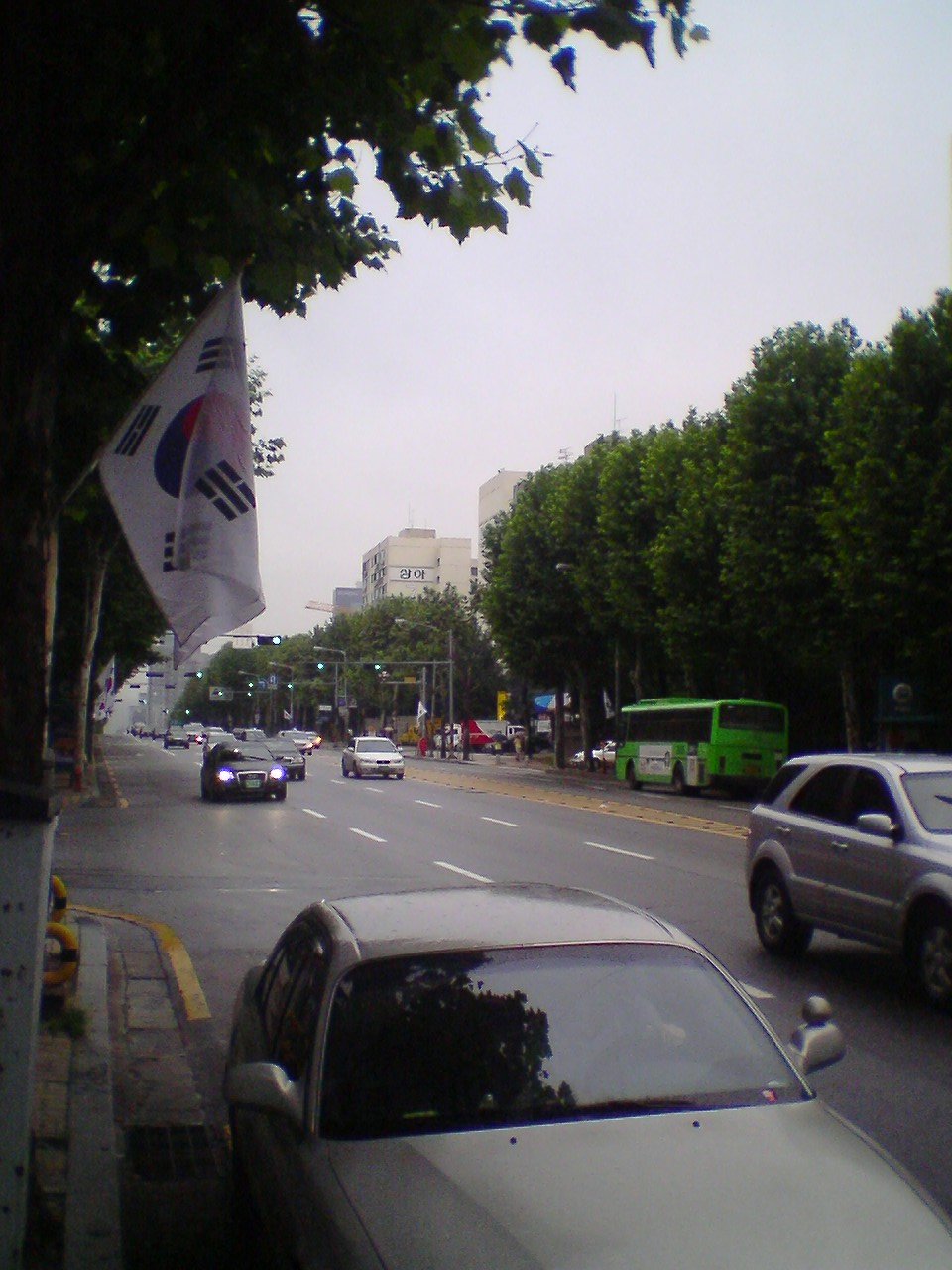
태극기를 게양한 제헌절 거리 모습

1949년 6월 4일 대통령령 "관공서의공휴일에관한건"을 제정하면서, 국경일을 관공서의 공휴일로 지정했다. 이 "관공서의공휴일에관한건"은 1970년 6월 15일 "관공서의공휴일에관한규정"으로 바꾸었다.
1949년 10월 1일 "국경일에관한법률"을 제정하면서, 제헌절을 국경일로 지정하였다.
이처럼 제헌절은 국경일이자 공휴일이었으나, 주 40시간 근무제(토요휴무일)의 시행에 따라, 2005년 6월 30일 "관공서의 공휴일에 관한 규정"이 개정되면서, 제헌절은 식목일과 함께 공휴일에서 빠졌다. 부칙에서 "제2조제2호의 개정규정에 불구하고 제헌절에 관하여는 2007년 12월 31일까지 공휴일로 한다"라는 경과규정을 두었다.
제헌절은 여전히 국경일이지만, 2008년부터는 공휴일이 아니다. 특히 2005년에 국경일의 하나로 포함한 한글날이 2013년부터 공휴일이 되면서 제헌절은 현재 국경일 중 유일하게 공휴일이 아니다. 홍장표, 박선영, 황주홍, 전병헌 의원 등이 제헌절을 다시 공휴일로 지정하자는 법안을 발의한 적이 있으며, 황주홍은 제헌절 공휴일 지정촉구 결의안도 냈다. 가장 최근에는 김해영 의원이 제헌절을 공휴일로 되돌리는 법안을 발의했고, 여론조사에서도 78.4%라는 압도적인 찬성률을 보였다.

## 기원

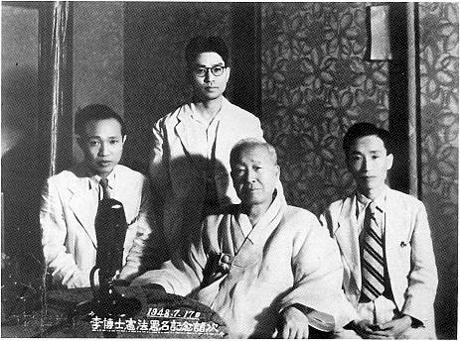
제헌헌법 공포를 마친 직후의 초대 국회의장 이승만.

대한민국 제헌헌법을 공포한 1948년 7월 17일을 기념하기 위해 제헌절로 지정하였다. 제헌헌법을 그날 공포한 이유는 조선왕조 건국일이 음력 7월 17일이어서, 과거 역사와 연속성을 염두에 두었기 때문이다.
제헌절의 법률적 근거는 1949년에 제정한 ‘국경일에 관한 법률’(법률53호)이다. 이 법률에 의해 제헌절과 함께 국경일로 지정된 삼일절, 광복절, 개천절이며, 이 네개의 국경일을 통칭 4대 국경일이라고 불렀으며, 2006년부터는 한글날도 국경일에 포함한다. 지금까지 국경일들은 모두 공휴일로 되었으나, 2008년부터는 제헌절이 국경일의 지위는 유지하지만 공휴일에서 제외한다.
또한 4대 국경일 가운데 유일하게 독립운동과 무관한 대한민국 정부에 기원을 둔 국경일이다.

## 같이 보기
- 대한민국 헌법